# شچپانوو (استان لهستان کوچک‌تر)
شچپانوو (به لهستانی:  Szczepanów) یک روستا در لهستان است که در گمینا بژسکو واقع شده‌است. شچپانوو ۹۴۹ نفر جمعیت دارد.